# Греческий открытый университет
Греческий открытый университет (греч. Ελληνικό Ανοικτό Πανεπιστήμιο, англ. Hellenic Open University) — греческий государственный университет, находящийся в городе Патры. Работает по образцу Британского открытого университета и обеспечивает исключительно дистанционное обучение на уровне бакалавриата и аспирантуры.

## История и деятельность
Был основан в 1992 году, но работать начал с 1997 года, первые студенты были приняты в 1999 году. Административный персонал вуза составляет порядка 200 человек.
Университет состоит из нескольких школ:
1. Школа гуманитарных наук
2. Школа социальных наук
3. Школа науки и техники
4. Школа прикладного искусства

Сотрудничает с другими высшими учебными заведениями Европы:
- Брюссельский свободный университет (с 20 декабря 2011)
- Open University of Cyprus (с 1 марта 2013)
- Университет Никосии (с 1 июня 2013)
- European University Cyprus (с 1 августа 2013)
- Harocopio University (с 6 февраля 2014)
- Университет Западной Македонии (с 9 марта 2016)
- University of Thessaly (с 9 марта 2016)

Университет является шестым по величине государственным университетом в Греции. Удостоен знака отличия Министерства образования Греции.